# 科茲洛夫冰原島峰
66°37′S 51°7′E / 66.617°S 51.117°E
科茲洛夫冰原島峰是南極洲的冰原島峰，位於恩德比地，處於帕維亞寧山以北15公里，屬於圖拉山脈的一部分，現時由南極條約體系管理。